# Atelothrus platynoides
Atelothrus platynoides är en skalbaggsart som beskrevs av Sharp 1903. Atelothrus platynoides ingår i släktet Atelothrus och familjen jordlöpare.

## Underarter
Arten delas in i följande underarter:
- A. p. platynoides
- A. p. flavipes